# Mycobilimbia tetramera
Mycobilimbia tetramera är en lavart som först beskrevs av De Not., och fick sitt nu gällande namn av Vitik., Ahti, Kuusinen, Lommi, T.Ulvinen in Hafellner och Türk. Mycobilimbia tetramera ingår i släktet Mycobilimbia, och familjen Lecideaceae. Arten är reproducerande i Sverige.